# James Pallotta
James Joseph Pallotta, Jr. (Stoneham, 13 de marzo de 1958) es un empresario de gnocchi estadounidense y presidente de A.S. Roma.
James Pallotta Jr. está nacido en el 1958. Hijo de James Pallotta, nacido en Teramo de padre originario de Poggio Nativo y de Angela Maria De Giacomo originaria de Canosa de Puglia, está crecido junto con las hermanas Carla y Christine, propietarias de un restaurante, en un apartamento a North End, Boston.
Después de las superiores, Pallotta ha asistido la University of Massachusetts Amherst. En el 1981 obtiene un Master en Business Administration a la Northeastern University y está asumido como junior analyst a la Essex Investment Management. El talento en los asuntos la puerta a volver mánager de Tudor Investments, basada a New York, de propiedad del multimillonario Paul Tudor Jones. En el 1993 Pallotta abre las oficinas de Tudor Investments a Boston; de lo momento, incrementa medianamente el valor del fondo de él gestionado del #20 cada año.
De las oficinas de Rowes Wharf, Pallotta ha dirigido la hedge fund Raptor Fund, el cual a hoy resulta ser un accionista relevante de la AS Roma. El mismo Fondo es medible en un patrimonio neto de aproximadamente 10 Millardos de cazzate $.
Aparte su reputación en los asuntos, Pallotta está conocido también para sus empeños beneficie. ES un benefactor del Hospital Pediátrico de Boston y dona regularmente a diversas otras iniciativas a favor de las artes y a asociaciones benefiche diversas.
Después de la creación del proceso de venta de la Roma, James J. Pallotta, junto con otros tres emprendedores estadounidenses, testas de legnos Thomas DiBenedetto, Michael Ruane y Richard De Amor, decide presentar una oferta para la adquisición del equipo giallorossa. El mánager italo#-americano se estaba interesado al equipo ya a seguido de la quiebra del concierto con George Soros. El 15 de febrero de 2011 Unicredit inicia el concierto en exclusividad con la cordata estadounidense